# István Hahn
Dans le nom hongrois Hahn István, le nom de famille précède le prénom, mais cet article utilise l’ordre habituel en français István Hahn, où le prénom précède le nom.
István Hahn (Budapest, 28 mars 1913 - Budapest, 26 juillet 1984) est un historien des cultures antiques, professeur d'université, membre de l’Académie des Sciences de Hongrie (1982).

## Sa carrière et son activité scientifique
Il a acquis son diplôme de professeur d’enseignement secondaire de latin, grec, et d’histoire à Budapest en 1935 à l’Université Eötvös Loránd / Pázmány Péter En 1937, il a acquis le diplôme de rabbin à l’Institut National de la formation des rabbins. En 1953, il a pu avoir un diplôme de professeur de russe à l’aide d’une formation dite de soir à l’Université Eötvös Loránd. De 1937 à 1942, il est professeur associé au service d’enseignement de la Communauté israélite de Pest. En 1942, il est nommé professeur au Lycée de l’Institut National de la formation des Rabbins. À partir de 1948, il est chargé de la direction du Lycée National Ignác Goldziher du VIIIe arrondissement. De 1949 à 1951 il est le directeur adjoint du Lycée National Fazekas Gimnázium du VIIIe arrondissement. À partir de 1951, il est professeur au Collège de Formation Professionnelle Zalka Máté. De 1952 à 1955 il est professeur adjoint docens de l’École Supérieure Pédagogique János Apáczai Csere de Budapest. De 1955 à 1957 il est directeur du Département d’histoire de l’École Supérieure de Pédagogie.
À partir de 1957 il est professeur adjoint au Département d’histoire gréco-romaine de l’Université Eötvös Loránd de Budapest, professeur chargé de cours en 1959, puis professeur en Chaire à partir de 1963 jusqu’à la retraite en 1983. Parallèlement de 1959 à 1962 il a dirigé JATE le Département d’Histoire de l’Antiquité de l’Université de Szeged, et il a enseigné l’histoire de l’Orient antique, celle de la Grèce (Hellasz), et celle de l’Empire romain. Il a eu un rapport très étroit avec Horváth István Károly, qui, comme professeur adjoint a enseigné les littératures grecque et romaine comme professeur adjoint du Département de la Philologie classique. Probablement, il a eu des entretiens au sujet du folklore avec Sándor Bálint. 
En 1958, István Hahn 1958 devient „candidat” puis en 1962 docteur de l’Académie de Hongrie dans le domaine des sciences d’histoire. Il est professeur chargé de cours en 1959, puis professeur universitaire le1-er février 1962. Membre de l’Académie des Sciences de Hongrie en 1982.
Il a enseigné l’histoire de l’Orient antique, celle de la Grèce et de Rome, il a étudié et enseigné l’histoire des religions la civilisation des polices, la science des armes de l’époque, la culture de Mycènes et l’époque de  Homère, la démocratie d’Athènes c. à d. l’époque de Périclès. Il a étudié aussi les mythologies grecque et romaine. Pour mieux faire comprendre la nature des empires anciens, il a cité des historiens antiques comme Hérodote et Thucydide ou le romain Appien. Il a pu ouvert des horizons nouveaux pour ses élèves dans les études de l’histoire de l’antiquité. Parmi les 26 langues qu’il connaissait il en a utilisé plusieurs dans ses écrits et à l’occasion  de ses conférences, une mémoire excellente, concentrée à l’essentiel, très bon conférencier avec une énorme capacité de travail. Sa dépouille mortelle a été inhumée au Cimetière Farkasréti de Budapest pour y jouir de l’éternel repos.

## Choix de ses œuvres
- A világteremtés az iszlám legendáiban (La Genèse dans les légendes islamiques) (Budapest, 1935);
- A felavatott ifjú könyve ( Le livre du jeun inicié) (avec Fisch Adolf, Bp., 1938);
- Zsidó ünnepek és népszokások (Fêtes et traditions juives) (Budapest, 1940, 1995, 1997, 2004);
- A fény ünnepe (Hanoucca, Budapest, 1941);
- A zsidó nép története a babiloni fogságtól napjainkig L’histoire du peuple juif depuis la captivité babylonienne jusqu’à nos jours) ( (Budapest, 1947, 1995, 1996, 1998, 2004);
- Történelem. A középiskolai általános továbbképzés és oktatókáderképzés tananyaga. Ősközösség, ókor, korai középkor (Matériaux pour la formation continue des professeurs. Communauté primitive, Antiquité, Haut Moyen Âge ) (Budapest, 1953);
- Az időszámítás története (Histoire de  la chronologie) (Budapest, 1960);
- Az ókor története (Az idő sodrában, I. Budapest, 1967);
- Istenek és népek (Les dieux et les peuples) (Budapest, 1968; 2. (refait et enrichi) átdolg., bőv. kiad., Bp., 1980; en allemand : Götter und Völker, Budapest, 1977);
- Karthago (avec Máté György, Budapest, 1972);
- Világtörténet képekben (Histoire du monde en images) (avec I, Kulcsár Zsuzsanna et Szabó Miklós (archéologue), Budapest, 1972);
- Róma istenei (red. Intr. notes, Budapest, 1975);
- Oikumené Studia ad historiam antiquam classicam et orientalem spectantia. 1-4. vol. Red. Hahn István, Kákosy László. (Budapest, 1976, 1978, 1982, 1983)
- Hitvilág és történelem. Tanulmányok az ókori vallások köréből (Religions et histoire; Études sur les religions antiques) (Budapest, 1982);
- Világtörténet évszámokban 1789-ig (Histoire du monde en dates)  / red. Engel Pál, relu: Hahn István, Hanák Péter, Komoróczy Géza (Budapest, 1982).  (ISBN 9632810546)
- Naptári rendszerek és az időszámítás (Systèmes de calendriers et chronologie) (Budapest, 1983; 1998);
- Álomfejtés és társadalmi valóság. Artemidorus Daldianus mint társadalomtörténeti forrás (Oniromancie et la réalité sociale. Artemidorus Daldianus comme source d’histoire sociale) (Budapest, 1985).
- A próféták forradalma (La révolution des prophètes) (Budapest, 1998)  (ISBN 9638569786)
- Keresztények, zsidók az ókori Rómában (Chrétiens et Juifs dans Rome antique, História, 2004/5.)

## Membre de sociétés
- Président du Comité des Études antiques
- Président de la Société des Études antiques

## Prix et décorations
- Prix académique (1970)
- Apáczai Csere János-prix (1974)